# ますだおかだ寺田のベースボールキッズ
ますだおかだ寺田のベースボールキッズ（ますだおかだてらだのベースボールキッズ）は、毎日放送ラジオ（MBSラジオ）で放送されていたラジオ番組。
本項では前身番組の『ゴチャ2火曜日』と『ぷらっと☆ホーム水曜日 ますだおかだ寺田のBaseBall Kid’s』についても記載する。

## 概要
2006年春の番組改編で新設された『ゴチャ2』の火曜日として、2006年4月4日番組開始。同局では3月まで『どーだ!ますだおかだ』が放送されていた。
同年秋の番組改編で『ゴチャ2』が終了し『ぷらっと☆ホーム』が開始されるのに伴い、放送曜日を水曜日に切り替えて続投。同時に「ますだおかだ寺田のBaseBall Kid’s」という番組タイトルが付く。
2007年秋の番組改編で『ぷらっと☆ホーム』が終了し、ナイターオフ期間限定の30分番組として独立。
2008年春の番組改編(3月23日放送)で終了。同局は4月5日から『ゴチャ2』の開始を機に一旦終了していた『どーだ!ますだおかだ』を、2年振りに復活させた。
基本としてMBS東京支社ラジオスタジオで2週分を収録していた。
『ぷらっと☆ホーム』枠からの独立を機に、ポッドキャスト形式で放送済み音源のネット配信を開始。テーマソングやジングルには、番組タイトルにちなんで、増田の愛好曲である「BASEBALL KID'S ROCK」（浜田省吾の楽曲）を使うようになった。
『ぷらっと☆ホーム』の公式サイト（現在は閉鎖）によれば、番組スタッフや寺田有希のマネージャーに交通費が出ないなど、番組存続には紆余曲折があったとのことである。

## 放送時間
ますだおかだ寺田のベースボールキッズ
- 2007年10月7日 - 2008年3月23日:日曜日19:30 - 20:00

ぷらっと☆ホーム水曜日 ますだおかだ寺田のBaseBall Kid’s
- 2006年10月4日 - 2007年9月26日:木曜日（水曜深夜）1:00 - 1:30

ゴチャ2火曜日
- 2006年4月4日 - 9月26日:木曜日（火曜深夜）1:00 - 1:30

## 出演者
- ますだおかだ (増田英彦・岡田圭右)
- 寺田有希

## コーナー

### 最終回時のコーナー
- 海砂利水魚のコーナー - ますだおかだの増田が担当。くりぃむしちゅーが「海砂利水魚」を名乗っていた頃に有田哲平が披露していた「『○○（海砂利水魚と無関係の雑学やあるあるネタ）ですよ』でお馴染みの海砂利水魚です」という掴みネタのうち、「○○ですよ」に入りそうな文言をリスナーから募集。その一部を、増田が有田風の口調で紹介していた。 『ぷらっと☆ホーム水曜日』時代からのコーナー。
- 岡ドンの良い子悪い子変わった子 - 増田の子・岡田の子・○○の子というスタイルの三段落ちのネタコーナーで、岡田が担当。『欽ドン!良い子悪い子普通の子』（フジテレビ制作、関西地方では関西テレビで放送）にちなんでタイトルを付けたことから、オープニングでは同番組で人気を博した「ハイスクールララバイ」（イモ欽トリオのデビュー曲）のイントロ部分を流していた。元々は2007年3月まで放送されていた『ますだおかだのオールナイトニッポン』（ニッポン放送制作、関西地方ではラジオ大阪・KBS京都・和歌山放送で同時ネット）の「岡ちゃんのドーンとやってみよう!」というコーナーを『ぷらっと☆ホーム水曜日』時代に、改名のうえで引き継いでいた。
- サンドウィッチマン寺田の敗者復活のコーナー - 放送期間中の2007年12月に開催された第7回M-1グランプリ（ますだおかだが2002年の第2回大会で優勝）において、準決勝で敗退したサンドウィッチマンが敗者復活枠から優勝したことにちなんで、2008年1月から番組終了まで放送されたコーナー。「海砂利水魚のコーナー」と「岡ドンのコーナー」に採用されなかったネタから、寺田が読んだら面白そうなネタをますだおかだが選んだうえで、寺田に紹介させていた。

### 過去のコーナー
- ユキペディアのコーナー - 寺田が毎週1名のプロ野球選手について、ウィキペディア風の情報を紹介していた。独立後から2007年12月末まで放送。
- 増田プロデュース 寺田有希のDVD編のコーナー - 寺田有希出演のDVDの企画をリスナーから募集するコーナー。後に実際に収録され、番組ホームページでネット配信された。『ぷらっと☆ホーム水曜日』時代のコーナー。
- 松村邦洋のブログのコーナー - 野球好きの松村邦洋がブログに書きそうな事を想像するネタコーナー。野球にかなり精通していないと理解できないネタが多い。『ぷらっと☆ホーム水曜日』時代のコーナー。
- 大林素子のブログのコーナー - お笑い好きの大林素子がブログに書きそうな事を想像するネタコーナー。『ゴチャ2火曜日』から『ぷらっと☆ホーム水曜日』時代にかけてのコーナー。
- 岡田親分のコラッのコーナー - リスナーから送られてくる世の中の出来事に岡田親分が活を入れるコーナー。ますだおかだが出演していた『どーだ!ますだおかだ』から『ぷらっと☆ホーム水曜日』時代にかけてのコーナー。
- 寺田有希の1位2位3位4位5位のコーナー - 寺田有希が調べてきたランキングを紹介し、第5位をますだおかだが当てるコーナー。寺田の5位の発音「ごいー」がおかしいという所から発生。『ゴチャ2火曜日』から『ぷらっと☆ホーム水曜日』時代にかけてのコーナー。
- 渡辺美里の西武球場のコーナー - リスナーから送られてくるいっぺんやっとかなあかんなぁという事を紹介するコーナー。『ゴチャ2火曜日』時代のコーナー。
- 寺田有希の知ってる?25時。のコーナー - 寺田有希が知っている豆知識を紹介するコーナー。タイトルは東京のニッポン放送で放送されていた「知ってる?24時。」のパロディ。（ちなみに増田はこの番組のスタート時まで「知ってる?24時。」のパーソナリティーをやっていた。）『ゴチャ2火曜日』時代のコーナー。

## 関連番組
- ますだおかだのオールナイトニッポン
- どーだ!ますだおかだ - 2002年10月から2009年4月4日まで毎日放送ラジオで放送。ただし、『ゴチャ2』開始から当番組終了までの2年間は放送を中断していた。
- with…夜はラジオと決めてます  - MBSラジオ（旧・毎日放送ラジオ）が2012年度のナイターオフ期間に、火 - 金曜日の夜間で放送中の生ワイド番組。

増田が木曜日のパーソナリティを担当。当番組のテーマソングおよびタイトルを引き継ぐ「オレたちまだまだベースボールキッズ」（一枝修平または安藤統男とのプロ野球談義）を19時台に放送する。また、投稿企画の「タイガース猛虎かるた」では、当番組の常連リスナーからのネタを多数紹介している。